# マイ・ヴィトリオール
マイ・ヴィトリオール (My Vitriol)はイギリスのオルタナティヴ・ロックバンド。1999年にロンドンで結成。

## 概要
2001年3月にリリースされた1stアルバム『ファインラインズ』はプレスから絶賛を持って迎えられ、バンドは鮮烈なデビューを果たした。このアルバムとバンドは00年代以降に続々とデビューしたシューゲイザーバンド群である、いわゆるニューゲイザームーブメントの先駆者的存在として位置付けられている（ただしフロントマンのソム・ワードナーは、自身のバンドがシューゲイザーであるという意見については否定的である）。
デビューアルバム発表の翌年に活動休止するが、3年後の2005年に活動を再開。2009年10月には、サマーソニック2001以来となる8年振りの来日公演を行った。2015年に14年振りとなるセカンドアルバムを発売予定。
2013-2016年クラウドファンディングサイトPLEDGE MUSIC での未発表音源セッションを有料会員向けに随時公開。（これらの一部の楽曲はYouTubeでPVも作られ公開されている。）2016年これらの楽曲を全て収録したEPアルバム"Sercret Sessions"がついに完成。日本のファンに向けても発送された。現在PLEDGE MUSIC よりダウンロード版、ディスク版の購入が可能。
2019年9月、10年ぶりに来日し、東京・神田明神ホールで開催された「Home Sweet Home 2019」に出演するとともに、下北沢CLUB Queにて単独公演を行った。

## 作品
アルバム
- ファインラインズ / Finelines (2001年) 全英24位 ※2003年にBetween the LinesというB面曲や未発表曲を収録したCDを付属した2枚組アルバムとして再発売
- Cast in Amber (2006年, ライブ盤)
- The Secret Sessions (2016年)

シングル, EP
- "Always" / "Pieces" (1999年, Org)
- "Losing Touch" (2000年, Infectious)
- "Cemented Shoes" (2000年, Infectious)
- "Pieces" (2001年, Infectious)
- "Always: Your Way" (2001年, Infectious)
- "Grounded" (2001年, Infectious)
- "Moodswings" / "The Gentle Art Of Choking" (2002年, Infectious)
- "This Time" (2007年, Org) ※A Secret Society名義
- "A Pyrrhic Victory EP" (2007年, Xtra Mile)